# Инсбрук (Мисури)
Инсбрук (енгл. Innsbrook) град је у америчкој савезној држави Мисури.

## Демографија
По попису из 2010. године број становника је 552, што је 83 (17,7%) становника више него 2000. године.
| Група             | 2000.       | 2010.       |
| Белци             | 465 (99,1%) | 537 (97,3%) |
| Афроамериканци    | 2 (0,4%)    | 8 (1,4%)    |
| Азијати           | 0 (0,0%)    | 0 (0,0%)    |
| Хиспаноамериканци | 2 (0,4%)    | 3 (0,5%)    |
| Укупно            | 469         | 552         |